# Itatiba
Itatiba, amtlich portugiesisch Município de Itatiba, ist eine Großstadt im brasilianischen Bundesstaat São Paulo. Sie hatte im Jahr 2010 101.471 Einwohner, zum 1. Juli 2020 wurde die Bevölkerung auf 122.581 Einwohner geschätzt, die Itatibenser (itatibenses) genannt werden und auf einer Gemeindefläche von rund 322 km² leben. Itatiba ist Teil der  Metropolregion Campinas.

## Geographie
Itatiba liegt in einer hügeligen Gegend. Die Höhe wird mit 750 Metern über Normalnull angegeben, es herrscht tropisches Höhenklima (Cwb).
Umliegende Gemeinden sind im Norden Morungaba, im Süden Jundiaí, Louveira, Vinhedo, im Osten Jarinú, Bragança Paulista und im Westen Valinhos.
Das Biom ist Mata Atlântica.

## Söhne und Töchter der Stadt
- Argemiro Roque (1923–1998), Sprinter und Mittelstreckenläufer
- Théo (* 2000), Fußballspieler